# 天神町 (藤沢市)
天神町（てんじんちょう）は、神奈川県藤沢市にある地名。現行行政地名は天神町一丁目から天神町三丁目。住居表示未実施区域。

## 地理
藤沢市の中央部に位置する。小田急江ノ島線の六会日大前駅西口側にある日本大学のキャンパスと引地川の間の区画整理された住宅街である。
北は円行、東は亀井野に接する。南と西側の引地川の東岸部分は石川で、直接引地川には接していない。
東は日大と隣接、南東部に藤沢市立天神小学校、さらにかつては西部に神奈川県立藤沢北高等学校・湘南看護専門学校と多くの学校があった。現在は神奈川県立藤沢北高校は統廃合により廃止、湘南看護専門学校も移転し跡地は更地になっていたが、六会市民センターの改修に伴い仮庁舎が設けられた。その後本庁舎の改修終了に伴い閉鎖されたが2017年に天神スポーツ広場が完成し現在に至る。

### 地価
住宅地の地価は、2023年（令和5年）1月1日の公示地価によれば、天神町1丁目17番20の地点で17万円/m2となっている。

## 歴史
天神町はかつては石川に含まれ、天神山・岡田屋敷・田島山・東山田といった小名・字で呼ばれていた。天神町となったのは石川東部土地区画整理事業によって住宅街として区画整備されてからである。
前述のように地域内にあった神奈川県立藤沢北高等学校は石川東部土地区画整理事業と同時に設置されたが、神奈川県立藤沢総合高等学校への統廃合で移転した。跡地に六会市民センターの改修に伴い仮庁舎が設置されたが、本庁舎の改修終了に伴い閉鎖され、2017年より天神スポーツ広場として一般に開放されている。
石川に含まれていた時代の歴史については石川の頁を参照のこと。

### 地名の由来
この地にある天神社とその周辺の字であった天神山から。

### 沿革
- 1971年（昭和46年） - 石川東部土地区画整理事業開始[10]。
- 1978年（昭和53年）3月16日 - 校舎が一部完成したため、藤沢北高等学校が天神町内に移転。
- 1981年（昭和56年） - 天神小学校開校[12]
- 1983年（昭和58年） - 石川東部土地区画整理事業完了。天神町として石川より分離[10]。
- 1984年（昭和59年） - 天神町自治会設立[13]。
- 2003年（平成15年）10月13日 - 地域提案型バス「てんじんミニバス」運行開始[14]。
- 2004年（平成16年）3月31日 - 藤沢北高等学校、長後高校と統合により廃校。
- 2004年（平成16年）8月 - 湘南看護専門学校が藤沢北高等学校の元校舎に移転[15]
- 2012年（平成24年）3月31日 - 湘南看護専門学校が閉校[15]。
- 2014年（平成26年） - 六会市民センター、立て替えにより県立藤沢北高校/湘南看護専門学校跡地の仮設庁舎に移転[12]。
- 2017年（平成29年）-六会市民センター建て替え完了に伴い閉鎖されていた跡地に天神スポーツ広場が完成[7]。

## 世帯数と人口
2023年（令和5年）9月1日現在（藤沢市発表）の世帯数と人口は以下の通りである。
| 丁目         | 世帯数    | 人口    |
| ------------ | --------- | ------- |
| 天神町一丁目 | 381世帯   | 952人   |
| 天神町二丁目 | 632世帯   | 1,572人 |
| 天神町三丁目 | 721世帯   | 1,684人 |
| 計           | 1,734世帯 | 4,208人 |

### 人口の変遷
国勢調査による人口の推移。
| 年                 | 人口  |
| ------------------ | ----- |
| 1995年（平成7年）  | 3,885 |
| 2000年（平成12年） | 3,905 |
| 2005年（平成17年） | 3,953 |
| 2010年（平成22年） | 4,030 |
| 2015年（平成27年） | 4,124 |
| 2020年（令和2年）  | 4,183 |

### 世帯数の変遷
国勢調査による世帯数の推移。
| 年                 | 世帯数 |
| ------------------ | ------ |
| 1995年（平成7年）  | 1,272  |
| 2000年（平成12年） | 1,344  |
| 2005年（平成17年） | 1,491  |
| 2010年（平成22年） | 1,534  |
| 2015年（平成27年） | 1,564  |
| 2020年（令和2年）  | 1,682  |

## 学区
市立小・中学校に通う場合、学区は以下の通りとなる（2015年6月時点）。
| 丁目         | 番地 | 小学校             | 中学校             |
| ------------ | ---- | ------------------ | ------------------ |
| 天神町一丁目 | 全域 | 藤沢市立天神小学校 | 藤沢市立六会中学校 |
| 天神町二丁目 | 全域 | 藤沢市立天神小学校 | 藤沢市立六会中学校 |
| 天神町三丁目 | 全域 | 藤沢市立天神小学校 | 藤沢市立六会中学校 |

## 事業所
2021年（令和3年）現在の経済センサス調査による事業所数と従業員数は以下の通りである。
| 丁目         | 事業所数 | 従業員数 |
| ------------ | -------- | -------- |
| 天神町一丁目 | 8事業所  | 81人     |
| 天神町二丁目 | 22事業所 | 91人     |
| 天神町三丁目 | 14事業所 | 64人     |
| 計           | 44事業所 | 236人    |

### 事業者数の変遷
経済センサスによる事業所数の推移。
| 年                 | 事業者数 |
| ------------------ | -------- |
| 2016年（平成28年） | 42       |
| 2021年（令和3年）  | 44       |

### 従業員数の変遷
経済センサスによる従業員数の推移。
| 年                 | 従業員数 |
| ------------------ | -------- |
| 2016年（平成28年） | 170      |
| 2021年（令和3年）  | 236      |

## 交通

### 鉄道
- 当地を走る鉄道路線は無い。最寄り駅は小田急江ノ島線六会日大前駅。

### バス
神奈川中央交通（の子会社である藤沢神奈交バス）によって「てんじんミニバス」が運行されている。
- 神奈川中央交通

### 道路
当地に存在する道路法による道路は藤沢市道のみである。
- 藤沢市道[25]
  - 一級市道
    - 善行長後線

  - 二級市道
    - 狼谷鍛冶山線

その他市道が多数存在するが路線数が多いため割愛する。

## 施設
- 六会公民館/六会市民センター(仮設)[26]
- 藤沢市立天神小学校
- 天神町会館
- 天神公園
- 東山田公園
- 田島山公園
- 横須賀水道路[注 1]

## 史跡
- 天神社

## その他

### 日本郵便
- 郵便番号 : 252-0814[4]（集配局 : 藤沢北郵便局[27]）。